# Rivière Kolan
 (août 2020).
La rivière Kolan est une rivière située dans la région de Bundaberg, dans le Queensland, en Australie.
La rivière prend sa source dans le Bobby Range, en aval du Dawes Range au nord-est et du Burnett Range au sud-ouest. La rivière coule généralement vers le sud puis vers l'est en direction du village de Toweran où la Bruce Highway traverse la rivière. De ce point, la rivière coule vers le sud par l'est et entre dans le lac Monduran, formé en 1978 par la construction d'un barrage afin d'atténuer les graves inondations dans le cours inférieur de la rivière. La rivière coule ensuite vers l'est, puis finalement vers le nord par l'est et atteint son embouchure au nord du parc Moore. La rivière Kolan est rejointe par dix-neuf affluents, dont le principal, le ruisseau Gin-Gin, un cours d'eau de 92 kilomètres. Le cours inférieur de la rivière est entouré de champs de canne à sucre. L'embouchure du parc régional de la rivière Kolan est une zone protégée à l'embouchure de la rivière. La rivière descend de 515 mètres sur son cours de 195 kilomètres.